# 湯馬斯·路易斯·德·維多利亞

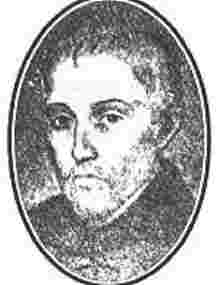
湯馬斯·路易斯·德·維多利亞肖像画，由某19世纪画家据想象而作

湯馬斯·路易斯·德·維多利亞（Tomás Luis de Victoria，有時寫成義大利文音譯為 da Vittoria，1548年—1611年8月27日），是16世紀的西班牙著名的作曲家，並且在反宗教改革時期，與帕萊斯特里納以及奧蘭多·德·拉絮斯並列為該時期重要的作曲家之一。維多利亞在世時不僅是作曲家，也是一位卓越的風琴家、歌唱家以及天主教神父。不過根據史料顯示，他個人似乎醉心於成為一個作曲家更甚於當一個表演者。維多利亞有時也被稱為“西班牙的帕萊斯特里納”，可能是因為因為他或許曾經受教於帕萊斯特里納的緣故。

## 生平
維多利亞大約在1548出生在卡斯提亞阿維拉省的桑奇德里安，卒於1611左右。維多利亞的家族在當地定居已久，其親屬家世甚至可以追溯到幾代的祖先。維多利亞不僅是家族成員在此地名聲顯著，甚至他的祖父法蘭西斯可（Francisco Luis de Victoria）的生平事蹟與個人名聲也為當地人所熟悉。維多利亞是據稱是九位孫子中排名第七的孩子。維多利亞在父親去世在1557年死後，即被他的叔叔胡安（Juan Luis de Victoria）所監護與收養。維多利亞自小是在阿維拉主教座堂的唱詩班中長大並成為其中重要的一員。根據教堂的記錄顯示，維多利亞自小即為一個天賦異稟的神童，他的叔叔胡安路多次向教會高層表明，同時提醒他們，神童維多利亞已經長大，業已在大教堂擔任管風琴師已久，應是栽培他至更上一層樓的時候了。許多學者專家認為，維多利亞的優秀的鍵盤教育啟蒙於阿維拉大教堂的音樂名師。而聖吉爾斯的一個著名的男童學校則是將維多利亞淬煉成當地的音樂菁英份子。這所學校是當時深受聖女德瑞莎（St. Teresa of Avila）與阿維拉省當地人士所稱譽的一所音樂學府。
維多利亞稍後得到西班牙國王菲利普二世資助留學，於1565年來到羅馬，並在聖依納爵·羅耀拉（San Ignacio de Loiola）創辦的日耳曼與匈牙利學院成為領唱者。一般學者認為，維多利亞此時極有可能在這個時候投入帕萊斯特里納門下成為其弟子並向其討教。雖然沒有直接的歷史證據顯示維多利亞有直接向帕萊斯特里納學習的事實， 但其音樂深受當時帕氏的義大利風格的影響卻是顯而易見的。從1573年起，維多利亞除了身為德國學院的領唱者之外，他也要身兼羅馬教皇學院（Pontifical Roman Seminary）領唱者與教職人員，這是維多利亞的第一份收入穩定的工作。就在帕萊斯特里納離開後羅馬教皇學院後，維多利亞續任指揮的職位。在教會擔任的執事不久之後，維多利亞在1574被任命為神父。旋即在1575年，維多利亞被聖阿波利納雷大教堂任命為指揮一職。鑑於維多利亞響亮的名氣和博學多聞，教會高層經常徵詢維多利對於人事安排的意見任命。但是作為一個專業的音樂家，維多利亞多年來都謹守份際，僅對譜寫音樂與專業演出付出絕大心力，而不對當時的義大利教會官場置喙。
1587年時菲利普二世西班牙國王對維多利亞表達希望他回國的願望，維多利亞於是啣命回到祖國西班牙。成為當時住在皇家赤足女修道院（Monasterio de las Descalzas Reales）國王妹妹-瑪麗亞皇太后（Dowager Empress María）的修道院專屬牧師。在1591年，維多利亞成為了他的弟弟胡安的女兒伊莎貝爾（Isabel de Victoria）的教父。維多利亞總共在克拉麗莎修道院工作了24年，為瑪麗亞皇太后服務了17年直到她去世為止。身為修道院的專屬管風琴師，維多利亞在職其間付出許多心力，因而使他在皇家赤足女修道院所在地區名聲鵲起，而瑪麗亞皇太后所給予維多利亞的薪資，也遠比他在任何一個大教堂中擔任指揮與演奏者要優渥許多。
當皇后瑪麗亞在1603年去世後，她在遺囑中提供維多利亞三個優渥神職人員保障待遇，其中一個就是允許維多利亞在修道院專職成為一個管風琴師，而無須兼任領唱者。據維多利亞自述，他從未因為兼任領唱者而接受任何額外報酬，另一項保障就是特准維多利亞能經常離開修道院，到外地滯留的特權。這說明了為何維多利亞能夠在1593年至羅馬的逗留兩年，並在1594年參加帕萊斯特里納盛大的葬禮。維多利亞據信是在1611年於他所任職的修道院去世，也被安葬在該修道院，但是他的墳墓至今尚未被確認到底在該修道院哪個地方。
儘管維多利亞堪稱是16世紀的西班牙最有名的作曲家之一，但他通常被歸類為是羅馬學派（Roman School）的主要作曲家，該學派尚有其他西班牙作曲家如莫拉雷斯，桂多和艾斯科貝多。

## 音樂
一般咸認維多利亞是16世紀的西班牙「反宗教改革」（Counter-Reformation）時期最有名的作曲家，在文藝復興後期最受推崇的宗教音樂的作曲家之一。維多利亞的音樂忠實的顯露出一個他獨有的風格，也反映了他複雜的性格，並且使人感受到西班牙神秘主義和宗教的熱情氛圍。與維多利亞同一時代的作曲家馬丁尼（Padre Martini）盛讚維多利亞在其音樂顯露獨特的旋律線條以及愉悅的獨創性。維多利亞的作品在他死後一直被埋沒，直到20世紀才被再度發掘出來，隨著近期眾多的錄音，許多評論家都認為維多利亞的音樂透露出強烈的神秘感以及強烈的激情表現，雖然他的有些音樂被認為是缺乏像帕萊斯特里納的音樂那樣有節奏分明和追求和聲協調，但是維多利亞對於旋律中四分音符的和聲行進與解決方式，以及旋律線條的處理都有獨到的見解，這就是形成當代兩位大師之間音樂風格有極大差益的主因。
維多利亞非常善於處理重疊音符，以及使用節奏的輕重緩急來使得合唱團的多個聲部具有顯著的對比與距離感。這些特色不僅顯露在維多利亞的聲樂合唱作品，也更發揮在他的器樂作品，如他的管風琴獨奏作品都有其強烈的風格特色。維多利亞雖不是兩個合唱團形式的唱和詩歌或詩歌的發明者，但這種方式的演繹卻是在他手中被發揚光大。維多利亞補終其一生都在修訂自己的作品，包括以前已經發表過的作品，在每個時期他都會在自己的作品發掘出新的問題，重新出版修訂的作品。
維多利亞於1572年發表他的第一本的經文歌。1585年，他寫了他的聖週辦公室組曲（Officium Hebdomadae Sanctae），這套作品包括37個段落，來描述各種聖週慶祝活動的天主教禮拜儀式。
維多利亞自認其音樂最主要是來自兩位當代作曲家納旎雅諾（Giovanni Maria Nanino）以及馬任奇諾（Luca Marenzio）的影響。維多利亞受到他們所寫的世俗牧歌形式極深，而非教會音樂。據推測，這應當是與維多利亞在移居羅馬之前，於幼年在埃斯科韋多（Escobedo）地區的求學歷程有關。
維多利亞聲稱，他最有創意的作品都是在任職他的贊助人沃德伯格大主教（Otto Truchsess von Waldburg）時期所寫成。不過，維多利亞研究學者史蒂文森（Robert Stevenson）則對此論點相當存疑，他不相信維多利亞出眾的技藝是在沃德伯格大主教所贊助的環境中養成，換言之，他認為這只是維多利亞希望人們相信自己所說這樣的事實，對他的恩人沃德伯格大主教有所稱許。在維多利亞為西班牙國王菲利普二世（Phillip II）服務期間，維多利亞表示他幾乎以盡己貢獻出他所有音樂的才華。維多利亞在此期間的作品，大部分題獻給當時的樞機主教伯切利（Michele Bonelli），西班牙國王菲利普二世，以及教皇格立果十三世（Pope Gregory XIII）。
就風格而言，維多利亞不像許多他同時代的音樂家，他的音樂略去了複雜的對位手法，他寧願以簡單的線條和單音的方式，但求有節奏的多變，有時還包括激烈的對比和令人驚訝的反差來呈現他的音樂。進一步說，維多利亞的旋律寫作的方式和使用不諧和音的處理方式可能有比當代的大作曲家帕萊斯特里納更為的狂放自由。這一點從他經常使用在16世紀的對位法對禁止使用的規則，如旋律音階上行大六度，甚至偶爾大膽運用減四度（diminished fourths）。減四度的這個實例，在維多利亞一段經文歌聖母瑪麗亞（Sancta Maria, succurre）曲子中多有所見。
此外，維多利亞有時亦擅長運用所謂文字畫（word-painting）的技巧，這些作品歌者以上升音階表示生長、希望，下行音階表示衰敗、死亡的手法，這些技法在他的非宗教音樂如牧歌作品中屢見不鮮。可想而知，維多利亞順理成章的在他的一些宗教音樂中也原用類似的技巧（稍後在16世紀的西班牙宗教音樂，這種音畫的做法變得愈加普遍），此外，維多利亞亦模仿他的前輩帕萊斯特里納寫出不少由兩個、或是多個合唱團同時演出的合唱作品，這是威尼斯樂派在聖馬可大教堂表現其宗教音樂最尖端也是最經典的範例。
維多利亞最著名的作品，也是他自認的代表作他的代表作，是他在壯年時完成的悼亡儀式（Officium Defunctorum），這是一首為神聖羅馬帝國奧地利選帝侯皇后瑪麗亞所做的安魂彌撒。

## 錄音紀錄
以下音樂是湯馬斯·路易斯·德·維多利亞的錄音。文本是從羅馬天主教禮儀以拉丁文撰寫。
- Victoria, Sacred Works.  Ensemble Plus Ultra: DGG Archiv CD DDD 0289 477 9747 0 AM 10
- Victoria, Tenebrae Responsories.  The Tallis Scholars:  GIMELL.  CDGIM 022
- Victoria, Lamentations of Jeremiah.  The Tallis Scholars:  GIMELL.  CDGIM 043
- Victoria, Gesualdo, Palestrina, White, Lamentations.  Nordic Voices:  CHANDOS CHACONNE.  CHAN 0763

2011年3月，音樂由維多利亞錄音發表在一篇文章“留聲機(Gramophone)”。

## 外部連結
- Victoria's Spanish-English webpage （页面存档备份，存于） (contains: facsimiles, biography, chronology, the opera omnia, scores, mp3s, apocryphal pieces, interpretation, books, editions, disks, texts, top-10, trivia, links, acknowledgements and other scores)
- 湯馬斯·路易斯·德·維多利亞的免费乐谱，由国际乐谱典藏计划提供
- 公有領域聲樂檔案館上湯馬斯·路易斯·德·維多利亞的作品
- 湯馬斯·路易斯·德·維多利亞的樂譜，来自乌托邦计划

1. ↑  . Gramophone.   [2022-10-18]. （原始内容存档于2022-10-18） （英语）.